# Evangelische Kirche Grävenwiesbach
Die Evangelische Kirche Grävenwiesbach ist eine Dorfkirche in der Gemeinde Grävenwiesbach im Hochtaunuskreis. Sie steht unter Denkmalschutz.

## Lage und Nutzung
Die Evangelische Kirche Grävenwiesbach, Kirchgasse 3, wird von der gleichnamigen Kirchengemeinde und für die ihr angegliederten Orte Hasselborn, Heinzenberg, Hundstadt, Laubach, Mönstadt und Naunstadt genutzt. Die Kirchengemeinde gehört zum Dekanat Hochtaunus der Propstei Rhein-Main der Evangelischen Kirche in Hessen und Nassau.
Dem Sakralbau ist auf demselben Areal ein Gemeindehaus angegliedert, in dem in den Wintermonaten die Gottesdienste stattfinden. Die Kirche ist das weithin sichtbare Wahrzeichen der Gemeinde Grävenwiesbach. Allerdings sind weder Gebäude noch das Grundstück außerhalb jener Zeiten zu betreten, in denen sie von der Kirchengemeinde genutzt werden.

## Baugeschichte, Orgel und Glocken
Die evangelische Kirche wurde im Auftrag des Fürsten Karl von Nassau-Usingen von Schlossbaumeister Friedrich Joachim Stengel im Stil des klassizistischen Barock entworfen und 1737/38 errichtet. Typisch ist die Ausführung der Kirche als Querkirche, damit einhergehend die Platzierung des Turms mittig an der Nordlängsseite. Zugänge befinden sich im Hauptportal nach Süden, zwei Seitenportalen nach Osten und Westen sowie einen Zugang an der Turmseite zur Sakristei.
Das schlichte Äußere setzt sich im durch zahlreiche Fenster mit ungefärbten Gläsern lichtdurchfluteter Innenraum fort, der auf Gemälde und Zierrat weitgehend verzichtet. Bankreihen und Emporen sind um einen vor dem Turmzugang liegenden Altar- und Kanzelbereich ausgerichtet, dem vis-à-vis die kleine Orgel auf der Empore des Hauptportals an der Südlängsseite korrespondiert.
Die ursprüngliche Köhlerorgel 1750 mit einem Manual, Pedal und 15 Registern wurde 1961/63 von der Orgelbaufirma Günter Hardt & Sohn, Weilmünster-Möttau, gegründet von Daniel Raßmann, um ein weiteres Manual und sieben Register erweitert. Die Orgel wurde 1996 renoviert.
Im Turm der Kirche hängen vier Glocken (Geläut siehe Weblinks).
Die Kirche wurde seit der zweiten Hälfte des 20. Jahrhunderts in mehreren Phasen renoviert, 1995 die Außenanlage sowie Holzbalustrade und Bänke, 2009 das Kirchendach in altdeutscher Schieferdeckung.

Grundriss
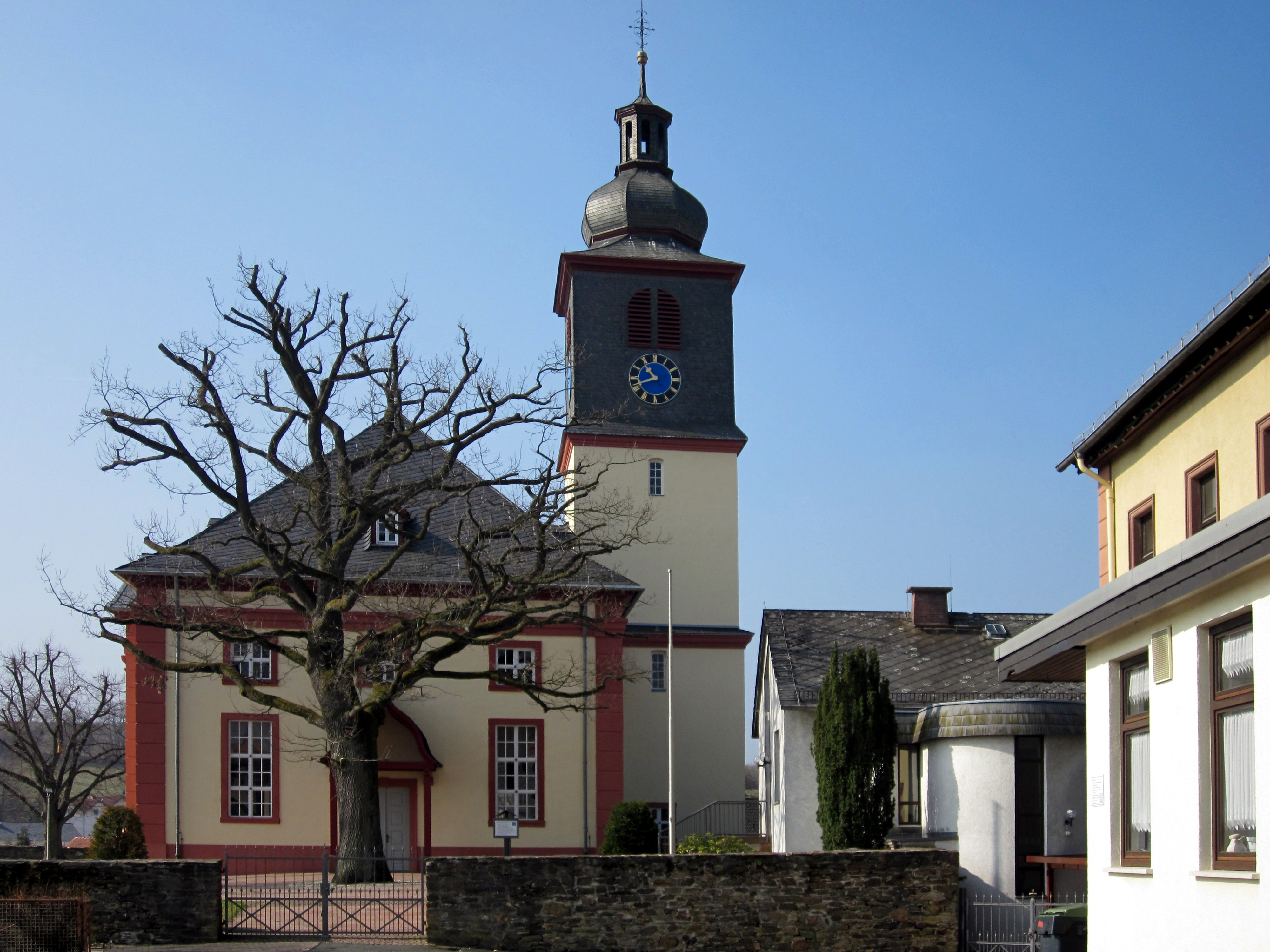
Kirche, Gemeindehaus und Bürgerhaus (rechts)
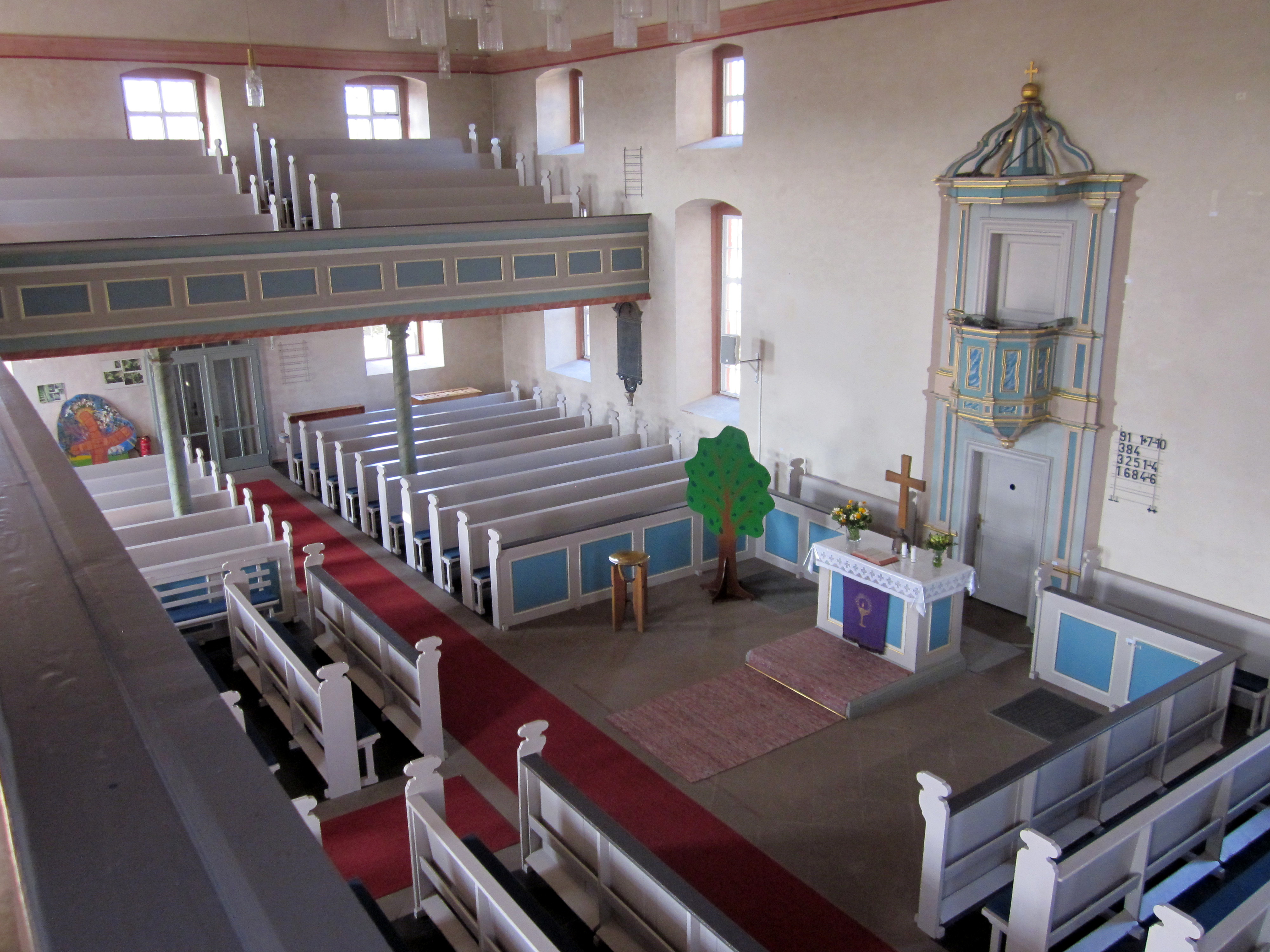
Innenraum
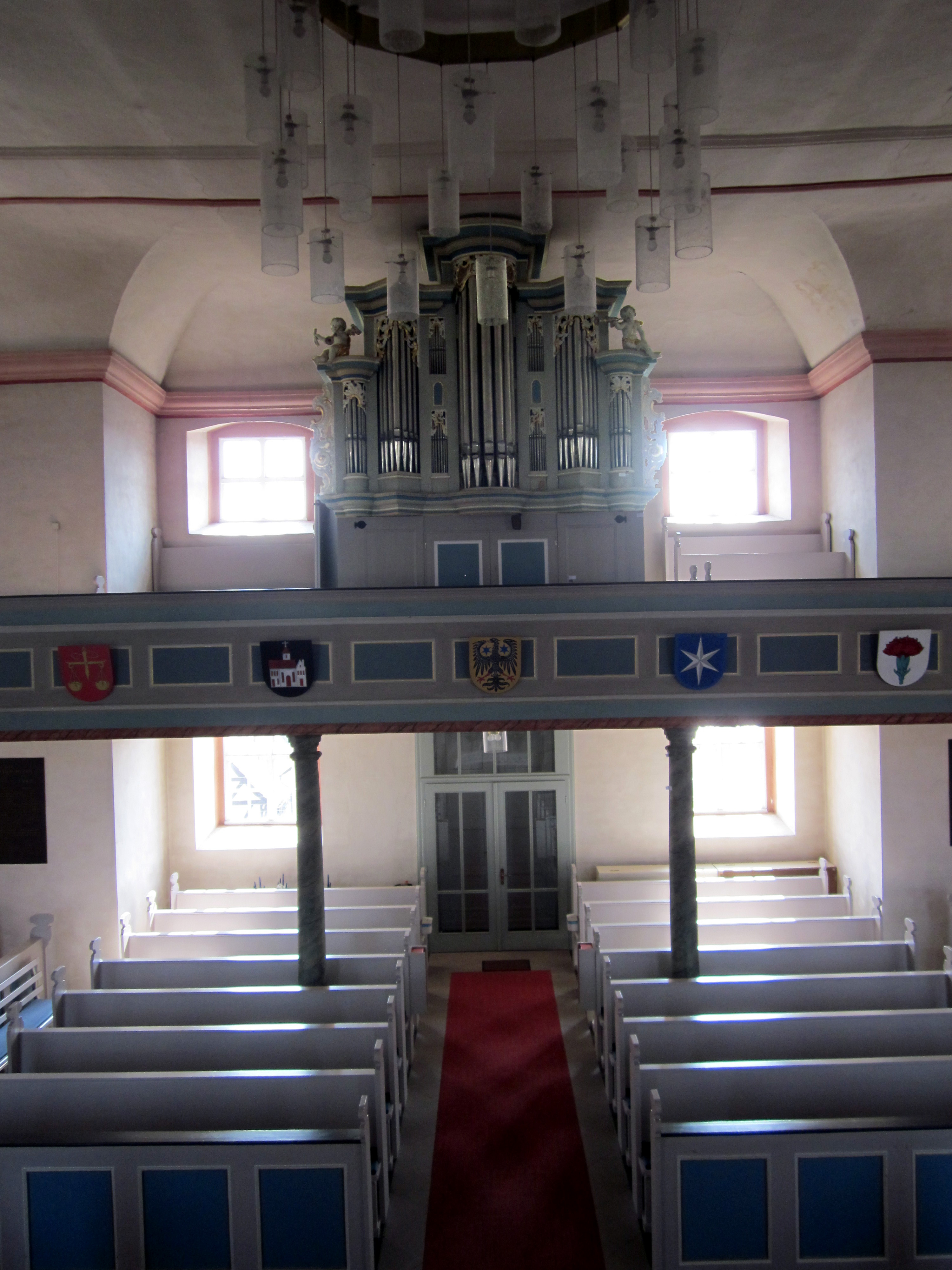
Orgelempore
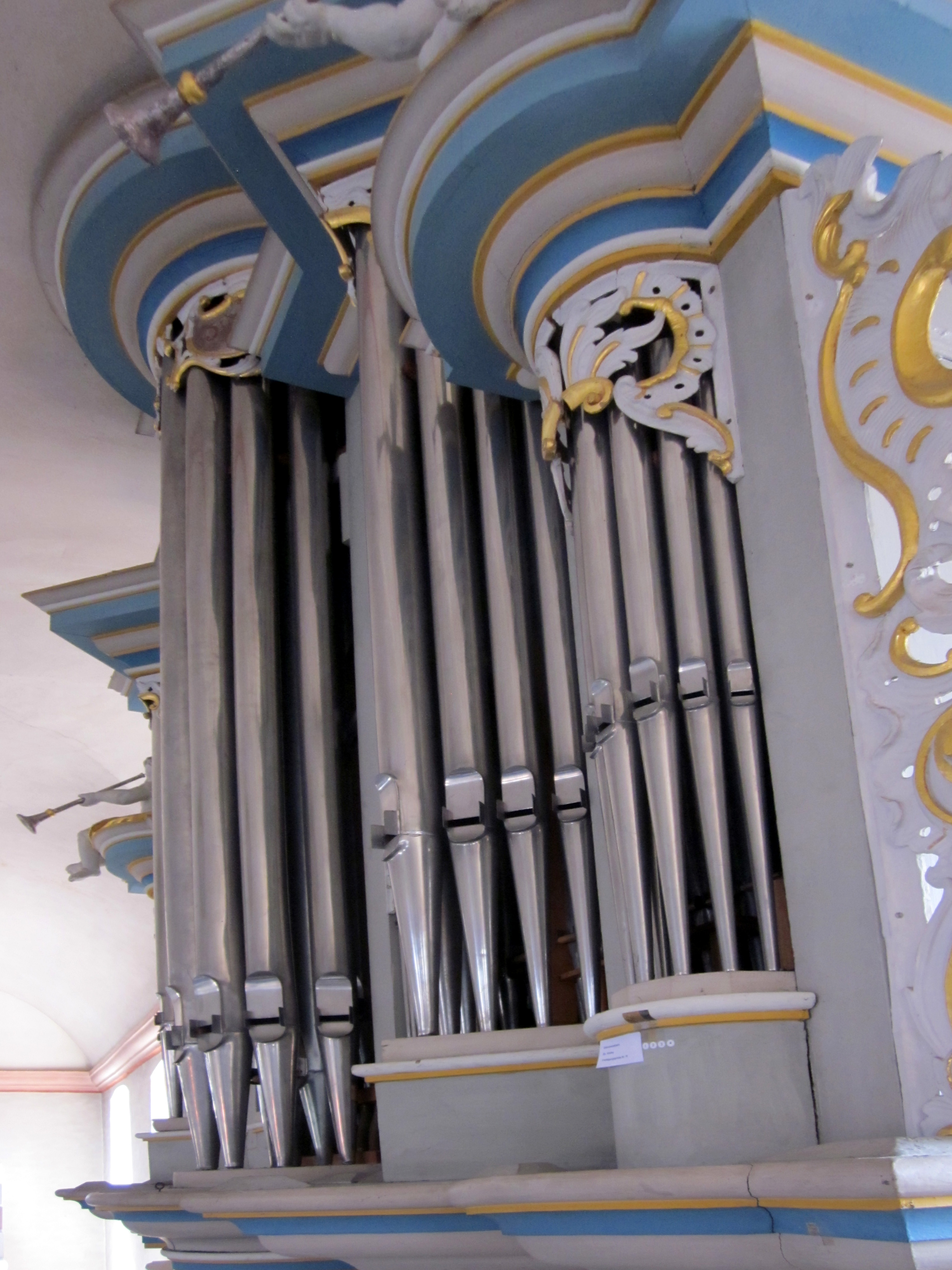
Orgelprospekt der ursprünglichen Köhlerorgel